# Highway to Well
Highway to Well, titulado Camino al Bienestar en Hispanoamérica y Autopista al Bienestar en España, es el decimoséptimo episodio de la trigesimoprimera temporada de la comedia de animación estadounidense Los Simpson, y el episodio 679 en general. Fue estrenado el 22 de marzo de 2020 en Estados Unidos, el 25 de octubre del mismo año en Hispanoamérica y el 29 de junio de 2021 en abierto en España. El episodio fue escrito por Carolyn Omine y dirigido por Chris Clements.

## Argumento
Marge lleva a Maggie a su primer día de preescolar. Cuando se entera de que no puede quedarse con ella, consulta su blog favorito de mamá, "¡Yaaass, mamá!", Para obtener consejos sobre cómo pasar el tiempo. Primero trata de ir al gimnasio para tomar una clase de Soul Cycle, donde se siente incómoda con el entrenador agresivo que se gana a las otras mujeres con su entrenador enojado. Luego asiste a una clase de cerámica en el centro comunitario solo para encontrarla enseñada por un maestro similar a quien las damas aplauden. Más tarde, ella va a la Planta Nuclear para premiar el sexo de Homer, pero descubre que no pueden tener ninguna privacidad ya que el equipo de vigilancia insiste en espiarlos para que tengan relaciones sexuales. 
Al quedarse sin actividades para hacer, Marge se encuentra en Well + Good, donde están contratando gente nueva. Da una buena impresión en el centro y es contratada de inmediato. El día de la inauguración, está nerviosa pero hace una buena venta, antes de descubrir que son una tienda legal de cannabis, lo que la convierte en una traficante de drogas. El propietario, Drederick Tatum, intenta convencerla de que se quede, pero ella se aleja del trabajo. Homer, Bart y Lisa, sin embargo, la convencen de tomar el trabajo, donde ayuda a varios miembros de la comunidad. 
Cuando Otto intenta comprar algo de cannabis, la variedad de productos lo confunde y va a Moe 's. Allí expresa sus sentimientos hacia la situación, y queriendo recuperar la antigua forma en que se hicieron los tratos de drogas, Homer, Moe y Lenny lo recrean en la trastienda de la taberna. Mientras tanto, Tatum presenta "The Drederick" a los trabajadores, un resort y spa de cannabis, y quiere que Marge sea la anfitriona de la inauguración. Desafortunadamente, no puede ofrecerle el trabajo porque Homer está vendiendo hierba él mismo. La única forma en que puede mantener su trabajo en la empresa es detener a Homer. Marge intenta convencer a Homer de que se detenga, pero él se niega y los dos terminan en una discusión feroz toda la noche. 
Mientras Marge se prepara para dejar su trabajo en Well + Good, Tatum le ofrece una opción alternativa: si Marge puede proporcionar evidencia de que Homer está sirviendo comida, el departamento de salud del condado lo cerrará. Marge sigue el plan, le da a Homer un frasco de bolas de queso y lo alienta a que sirva un poco a Lenny y Krusty el Payaso. Cuando comen algunas de las bolas de queso, el departamento cierra la actividad y traiciona a Homer. 
En la ceremonia de apertura de The Drederick, Homer se cuela al decir que es el padre de Kevin Smith y, supuestamente borracho, molesta a los influencers al revelar que Marge nunca ha intentado la marihuana. Para salvar la cara, ella intenta un poco y siente los efectos de drogarse. Ella descubre que fue engañada y que la gente de Well + Good solo promocionaba sus productos de cannabis tan saludables como un frente para drogarse. Intenta contrarrestar el subidón comiendo alimentos, solo para descubrir que todos están mezclados con olla y que las servilletas son potentes en la olla. Cada vez más desorientada, se dirige al baño y es consolada por Homer, que había fingido estar borracha para darle una lección. 
Después de la mala experiencia de Marge con el cannabis, se disculpa con Homer por delatarlo; También se disculpa por arruinar el único lugar que la hizo sentir especial. Como Marge todavía se siente extraña por su drogadicción, Homer trata de compensarla encendiendo un porro, que resulta ser un cigarrillo electrónico que explota y provoca una reacción en cadena que destruye el complejo por completo.
Al final, Well + Good cierra y la ciudad declara ilegal el cannabis en una ley de emergencia. Sin embargo, Lisa señala que con la pérdida del dinero de los impuestos, el preescolar de Maggie pronto se cerrará.

## Recepción
Dennis Perkins de The AV Club le dio a este episodio una B, afirmando que "ahora que el negocio legal de la marihuana está aquí para quedarse... que los Simpson (familia y serie) lo incorporarían al barrido de travesuras, aventuras y todo lo que se siente bueno, orgánico. Y el guión de 'Highway To Well', acreditado a la siempre bienvenida Carolyn Omine, hace un trabajo admirable al hacer que el elemento de la marihuana (nombre del dispensario subestimado) se sienta como en casa como una excusa más para que las diferencias de Homer y Marge se propaguen. superficie, en lugar de apestar con estancamiento o sensacionalismo de 'episodios muy especiales'. A medida que las cosas resultan, la marihuana legalizada es solo otro nuevo desarrollo en la sociedad estadounidense que revela a los personajes, de una manera más o menos satisfactoria "..